# Buenos Aires (Brasil)
Buenos Aires es un municipio ubicado en el estado de Pernambuco, Brasil. Está situado a 78 km de Recife, capital de Pernambuco. Tiene una población estimada de (IBGE 2009) de 13,675 personas.

## Geografía
- Estado - Pernambuco
- Región - Nordeste
- Límites -  Vicência (N); Carpina (S); Limoeiro (O); Nazaré da Mata (E)
- Espacio - 96,69 kilómetros cuadrados
- Altitud - 149 m
- Hidrografía - Río Goiana
- Vegetación - forestales subcaducifolia
- Clima - Clima tropical y húmedo
- Temperatura media anual - 23,1 c

## Economía
Las principales actividades económicas en Buenos Aires se basan en la industria, comercio y agricultura, especialmente caña de azúcar, plátano y ganado como aves de corral y el Ganado vacuno.
- Datos: Q2101554
- Multimedia: Buenos Aires (Pernambuco) / Q2101554